# The Fall (film, 2006)
Pour les articles homonymes, voir The Fall.
Pour plus de détails, voir Fiche technique et Distribution.
The Fall est un drame américano-britannico-indien produit, co-écrit et réalisé par Tarsem Singh, sorti en 2006.
Échec commercial à sa sortie, le film est resté méconnu pendant des années à cause d'une mauvaise distribution internationale. En 2024, le service de streaming MUBI a annoncé l'acquisition des droits de distribution pour une restauration du film, qui a ensuite été présenté en avant-première au Festival du film de Locarno.

## Synopsis
Dans les années 1920, dans un hôpital de Los Angeles, une petite fille prénommée Alexandria s'étant cassé le bras se lie d'amitié avec le cascadeur Roy Walker qui s'est blessé lors du tournage d'un film. Celui-ci raconte alors une histoire fabuleuse à Alexandria dont les personnages sont inspirés de l'entourage de l'hôpital, mais l'ambition de Roy laisse entrevoir une masquarade en sa faveur.

## Fiche technique
- Titre original et francophone : The Fall
- Réalisation : Tarsem Singh
- Scénario :  Tarsem Singh, Dan Gilroy, Nico Soultanakis, d'après le scénario de Valeri Petrov pour Yo Ho Ho
- Musique : Krishna Levy
- Décors : Ged Clarke
- Costumes : Eiko Ishioka
- Photographie : Colin Watkinson
- Montage : Robert Duffy
- Production : Tarsem Singh
  - Co-production : Lionel Kopp, Nico Soultanakis
  - Production exécutive : Ajit Singh, Tommy Turtle
- Sociétés de production : Googly Films, RadicalMedia (en), Absolute Entertainment
- Sociétés de distribution : Roadside Attractions (en) (États-Unis), The Match Factory (restauration)
- Budget : 30 millions de dollars[2]
- Pays d'origine :  États-Unis,  Royaume-Uni,  Inde
- Langue originale : anglais
- Format : couleur - 1.85:1 - DTS
- Genre : drame
- Durée : 118 minutes
- Dates de sortie :
  - États-Unis : 9 septembre 2006 (Festival international du film de Toronto), 27 septembre 2024 (MUBI)
  - France : 15 septembre 2024 (L'Étrange Festival)

## Distribution
- Lee Pace : Roy Walker / le Bandit Noir
- Catinca Untaru : Alexandria / la fille du Bandit Noir
- Justine Waddell : l'infirmière Evelyn / sœur Evelyn
- Daniel Caltagirone : le prêtre Sinclair / gouverneur Odious
- Marcus Wesley : le livreur de glace / Otta Benga
- Robin Smith : l'acteur unijambiste / Luigi
- Jeetu Verma : le cueilleur d'oranges / l'indien
- Kim Uylembroek : Alexandre le Grand
- Leo Bill : l'aide-soignant / Charles Darwin
- Emil Hoștină (en) : le père d'Alexandria / le Bandit Bleu
- Julian Bleach : le cueilleur d'oranges / Mystique
- Ronald France : Otto, le vieil homme au dentier
- Sean Gilder : Walt Purdy

## Production

### Genèse et développement
Tarsem Singh a financé en grande partie le film avec ses propres fonds et a payé les membres de la distribution et de l'équipe technique sur une base égale plutôt que de la manière plus typiquement "hollywoodienne". Durant des années, avec l'idée d'adapter le scénario de Yo Ho Ho écrit par Valeri Petrov, le réalisateur est parvenu à mettre de l'argent de côté grâce à de nombreuses collaborations publicitaires avec de grandes marques comme Pepsi, Levi's ou encore Nike. Avant le développement de son deuxième film et malgré le succès mitigé de son premier long-métrage, The Cell, Tarsem Singh craignait et savait qu'aucune société de production n'allait financer son projet :
« Les décideurs à Hollywood sont des gens raisonnables : s’ils investissent une grosse somme dans un projet, ils veulent limiter les risques. C’est logique de leur point de vue. Et s’ils acceptent un projet plus hors normes, il faut que ça vienne d’un cinéaste qui a une bonne feuille de route. Je n’avais pas ça, à l’époque. Quand tu travailles avec les studios, il faut t’attendre à devoir mettre un peu de lait dans ton café. Sauf que, pour moi, The Fall, c’était un café turc bien noir et dense. »
Le scénario du film, étant le résultat d'une adaptation du scénario bulgare de Valeri Petrov, n'est pas finalisé lorsque le tournage commence, le réalisateur l'ayant développé en s'inspirant de plusieurs éléments de son enfance : les histoires que racontait son enseignante Mme Anand, ses visites récurrentes en Iran où travaillait son père et les nombreux films vus à la télévision doublés en persan,.

### Attribution des rôles
Tarsem Singh a révélé dans une interview en 2024 qu'Elle Fanning avait été envisagée pour jouer Alexandria et l'avait même rencontrée avant une audition pour le rôle.

### Tournage
Le film a été tourné sur une période de quatre ans dans 24 pays différents, dont l'Inde, l'Indonésie, l'Italie, la France, l'Espagne, la Namibie et la Chine. Le réalisateur a souligné l'importance du tournage sur place et l'absence d'effets visuels car il a constaté que les techniques modernes vieilliraient mal en comparaison. Lee Pace est resté au lit pendant la majeure partie du tournage à la suggestion du réalisateur. L'intention était de maximiser le réalisme en faisant croire à Catinca Untaru, dont les répliques et les réactions étaient en grande partie improvisées, que son partenaire de jeu était réellement incapable de marcher. L'interprétation par Alexandria de la confusion du E et le 3 est venue d'une mauvaise lecture accidentelle de l'actrice, ayant 6 ans pendant le tournage.

## Accueil

### Sortie
Le film est présenté en avant-première au Festival international du film de Toronto en 2006. D'après le réalisateur, The Weinstein Company aurait exprimé un sérieux intérêt pour la distribution du film aux États-Unis aux alentours de 2006 mais a finalement refusé de distribuer le film après que son fondateur Harvey Weinstein ait quitté la salle lors de la projection test au bout de 15 minutes car il ne comprenait pas l'intrigue du film. Après la vague médiatique de l'affaire Harvey Weinstein, Tarsem confirme que Weinstein a même essayé de saboter le film. Avant cela, les distributeurs de Warner Independent Pictures étaient intéressés par le film.
Au Festival international du film de Toronto 2023, Tarsem évoque la possibilité de distribuer une version restaurée du film en 4K, bien que le problème majeur soit la complexité de trouver un distributeur ou un service de streaming qui le distribuerait dans la meilleure qualité possible. Lorsqu'on lui a demandé s'il avait contacté The Criterion Collection pour distribuer la version restaurée, Tarsem a répondu : « Nous l'avons fait. C'était la chose la plus étrange, ils n'ont pas vraiment répondu... Criterion ne semble pas penser que c'est leur genre de film, ce qui est bizarre. ». Tarsem est resté optimiste quant à une sortie en streaming : « Ce sont juste des pays comme le Japon et tous se contactent individuellement et disent : "Pouvons-nous l'avoir ?". Et nous avons pu résoudre ce problème, mais pour l'instant, j'aimerais qu'il soit diffusé en streaming d'une manière ou d'une autre. ».
En juillet 2024, MUBI annonce avoir acquis les droits de restauration du film pour l'Amérique du Nord et l'Amérique latine, le Royaume-Uni, l'Irlande, l'Allemagne, l'Autriche, la Suisse, l'Italie, la Turquie et l'Inde, sa filiale The Match Factory s'occupant des ventes dans d'autres territoires. La version restaurée est présentée en avant-première au Festival du film de Locarno, précédent la diffusion de MUBI sur son service de streaming le 27 septembre 2024

### Critique
Sur l'agrégateur Rotten Tomatoes, le film détient un taux d'approbation de 64 % basé sur 116 critiques, avec une note moyenne de 6,3/10. Metacritic, qui émet une moyenne pondérée, a attribué une note de 64 sur 100 basée sur 23 critiques, indiquant des « critiques généralement favorables »
Roger Ebert du Chicago Sun-Times a attribué une note de quatre étoiles sur quatre et a écrit : « Vous pourriez vouloir le voir pour aucune autre raison que parce qu'il existe. Il n'y en aura jamais d'autre comme lui. » ,. Nathan Lee du New York Times a cependant écrit que le film « est un véritable travail d'amour, et un vrai ennui. ».